# Slimmy
Pour les articles homonymes, voir Sliimy.
 (décembre 2010).
Slimmy, né Paulo Fernandes, est un chanteur de rock portugais qui combine différents genres de rock, en particulier le rock électronique ; son style est irrévérencieux, voire provocateur. Il a fait une apparition dans Les Experts.

## Succès
Grâce à l'utilisation de certains de ses titres par des tiers, ainsi qu'une apparence dans un épisode de Morangos com Açúcar, série télévisée portugaise, Slimmy a obtenu un succès auprès du grand public :
- Le thème « Beatsound Loverboy » se trouve dans la bande sonore de Morangos com Açúcar.
- Le thème « Blood-shot Star » fait partie de la bande sonore de la série Les Experts : Miami.
- Sa chanson « Self Control » est utilisé par Sky Sports dans la promotion des jeux de football de la Division One (correspondant à la « Liga de Honra » au Portugal).

### Récompenses
Slimmy a été nommé pour le Portugese Golden Globe Awards et pour le European Music Awards (MTV) pour la catégorie Best Portuguese Act.

## Discographie

### Albums
- Beatsound Loverboy (2007)
- Be Someone Else (2010)
- Freestyle Heart (2013)
- I'm Not Crazy, I'm in Love (2019)

### Singles
| Année | Titre                       | Place | Album              |
| Année | Titre                       | POR   | Album              |
| ----- | --------------------------- | ----- | ------------------ |
| 2008  | "Beatsound Loverboy"        | 42    | Beatsound Loverboy |
| 2008  | "Show Girl"                 | 44    | Beatsound Loverboy |
| 2009  | "You Should Never Leave Me" | 48    | Beatsound Loverboy |
| 2010  | "Be Someone Else"           | -     | Be Someone Else    |

### Clips vidéo
- Beatsound Loverboy
- Bloodshot Star
- Showgirl
- You Should Never Leave Me (Before I die)
- The Games You Play
- Be Someone Else
- Alive
- Thank You for the Music